# Antena parabólica

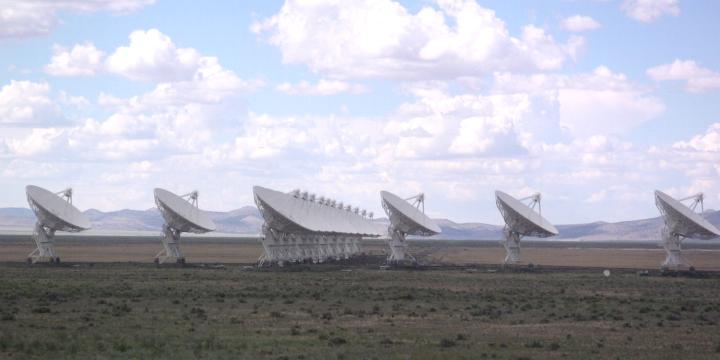
Antenas parabólicas del radiotelescopio "Very Large Array" en Nuevo México, EE. UU.

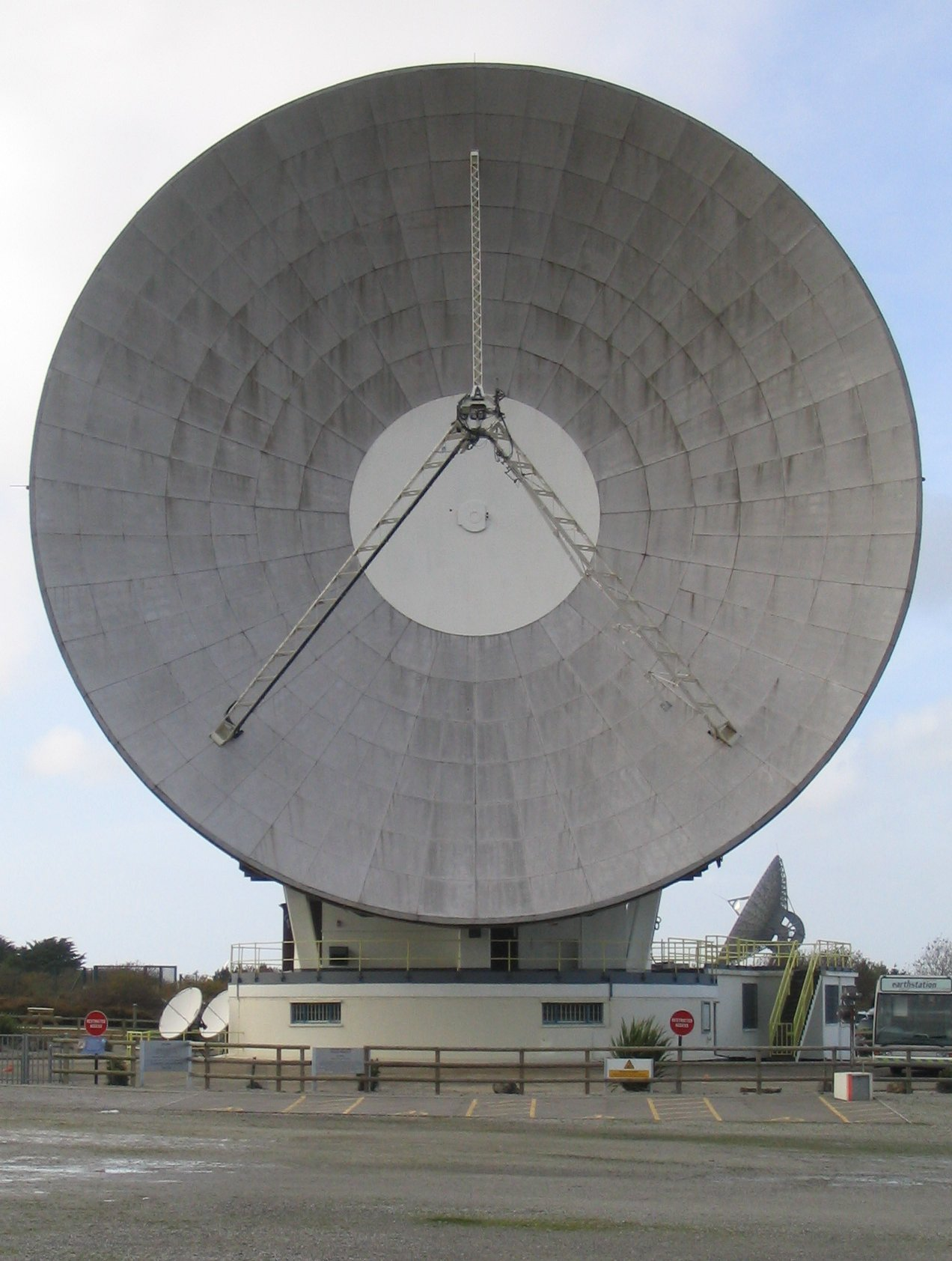
"Arthur", la primera antena parabólica satelital del mundo en la Estación Terrena Goonhilly

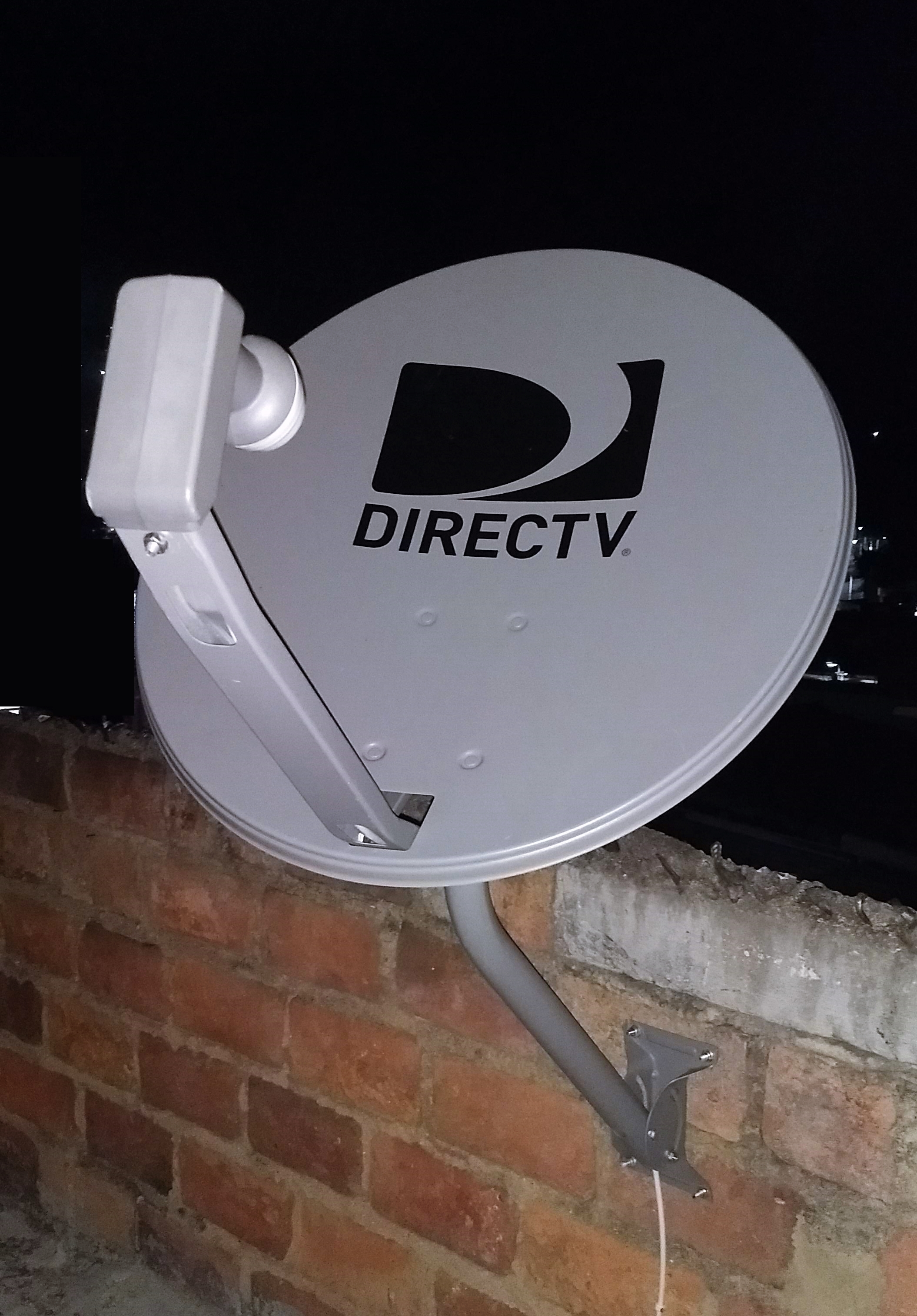
Parabólica offset receptora de televisión satelital

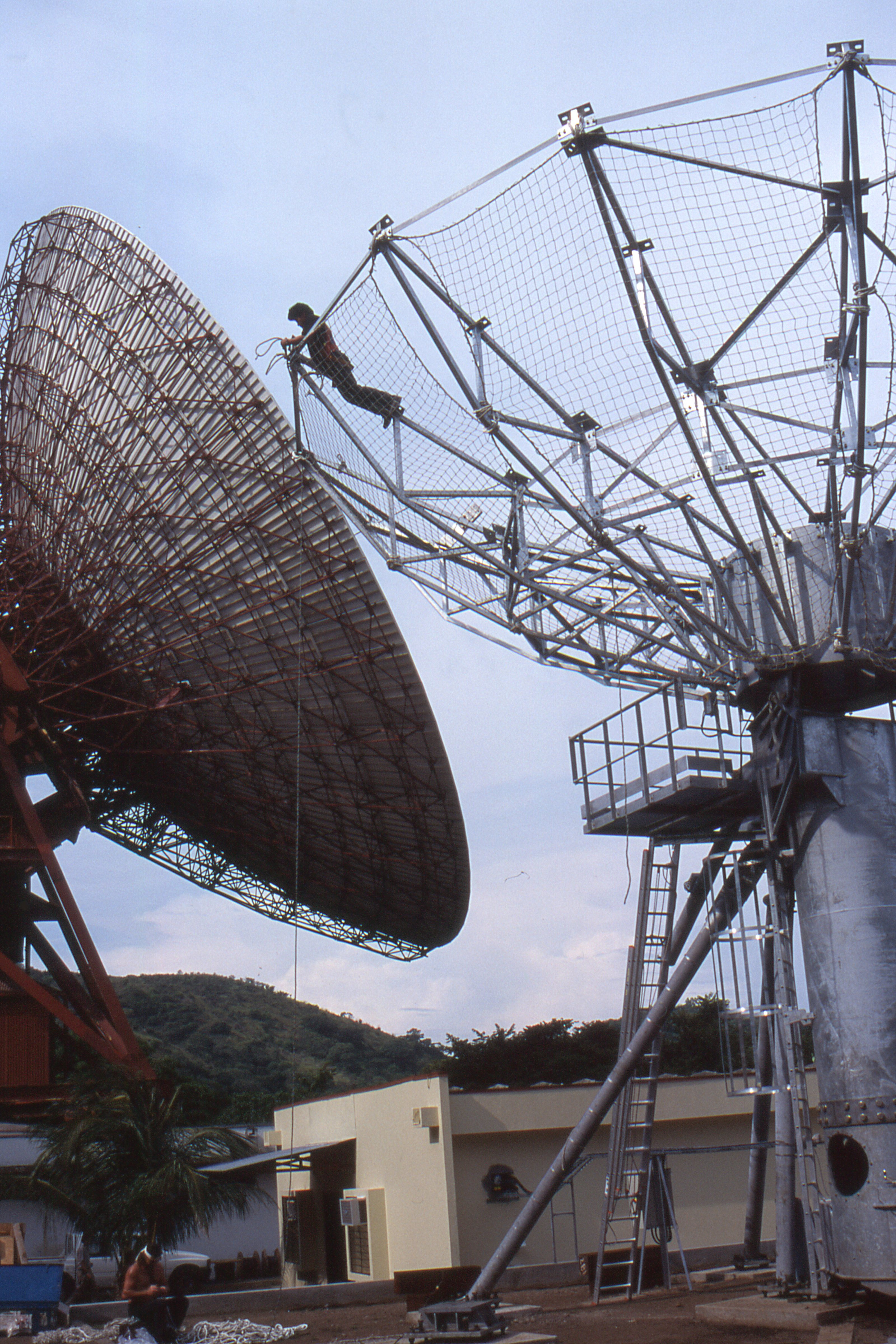
Instalación de una antena de estación terrestre en Nicaragua

Una antena parabólica es una antena que utiliza un reflector parabólico, una superficie curva con la forma transversal de una parábola, para dirigir las ondas de radio. La principal ventaja de una antena parabólica es que tiene una alta directividad. Funciona de manera similar a un reflector de luz de búsqueda o linterna para dirigir las ondas de radio en un haz angosto, o recibir ondas de radio de una sola dirección en particular. Las antenas parabólicas tienen algunas de las ganancias más altas, lo que significa que pueden producir los anchos de haz más estrechos de cualquier tipo de antena. Para lograr anchos de haz estrechos, el reflector parabólico debe ser mucho más grande que la longitud de onda de las ondas de radio utilizadas, por lo que las antenas parabólicas se utilizan en la parte de alta frecuencia del espectro de radio, en frecuencias UHF y microondas (SHF), en el cual las longitudes de onda son lo suficientemente pequeñas como para que se puedan usar reflectores de tamaño conveniente.
Las antenas parabólicas se utilizan como antenas de alta ganancia para comunicaciones punto a punto, en aplicaciones tales como enlaces de retransmisión de microondas que transportan señales telefónicas y de televisión entre ciudades cercanas, enlaces WAN/LAN inalámbricos para comunicaciones de datos, comunicaciones por satélite y antenas de comunicación de naves espaciales . También se utilizan en radiotelescopios. El otro gran uso de las antenas parabólicas es para las antenas de radar, que necesitan transmitir un haz estrecho de ondas de radio para localizar objetos como barcos, aviones y misiles guiados. También se utilizan a menudo para la detección del clima y para los receptores domésticos de televisión por satélite. 
La antena parabólica fue inventada por el físico alemán Heinrich Hertz durante su descubrimiento de las ondas de radio en 1887. Usó reflectores parabólicos cilíndricos con antenas dipolo excitadas por chispa en sus focos para transmitir y recibir durante sus experimentos históricos.

## Tipos de antenas parabólicas
Atendiendo a la superficie reflectora, pueden diferenciarse varios tipos de antena parabólica donde lo que varía es la posición relativa del foco respecto a la superficie reflectora, así como la forma de esta. Los tipos más extendidos son los siguientes:
- La antena parabólica de foco centrado o primario,  que se caracteriza por tener el eje de simetría del reflector paraboloidal centrado respecto al foco.
- La antena parabólica de foco desplazado u offset, que se caracteriza por tener el reflector parabólico desplazado respecto al foco. Son más eficientes que las parabólicas de foco centrado, porque el alimentador no hace sombra sobre la superficie reflectora.
- La antena parabólica Cassegrain, que se caracteriza por llevar un segundo reflector cerca de su foco, el cual refleja la onda radiada desde el dispositivo radiante hacia el reflector en las antenas transmisoras, o refleja la onda recibida desde el reflector hacia el dispositivo detector en las antenas receptoras.

## Sistemas que utilizan antenas parabólicas
Entre los sistemas que utilizan antenas parabólicas destacan los siguientes:
- Satélite de comunicaciones.

## Tipos de antenas parabólicas para la recepción de vía satélite
- Individual: Direct To Home (DTH).
- Colectiva: Satellite Master Antenna Television (SMATV).

### Dispositivos utilizados para la recepción de TV Digital
Para España suele estar compuesto por un disco de 80 cm offset, LNB universal, conectores F para Cable coaxial T100 (2 unidades) y Receptor de televisión para canales digitales libres, Free to air (FTA).

### Satélites de televisión
Satélites que emiten en abierto (libre) para España
- SES Astra. A través del satélite Astra 1G se puede acceder a Internet vía satélite.
- SES S.A.
- Eutelsat Americas
- Intelsat
- Eutelsat
- Hispasat
- Inmarsat

## Bandas
- Banda C
- Banda Ku
- Banda Ka
- Banda X
- Banda L